# John Mason (1600-1672)
Pour les articles homonymes, voir John Mason et Mason.
John Mason (né à Ravensthorpe dans le Northamptonshire en Angleterre au mois d'octobre 1600 et mort le 30 janvier 1672 à Norwich, dans le Connecticut) est l'un des premiers colons anglais en Nouvelle-Angleterre. En tant que gouverneur de la colonie du Connecticut, il prépara l'attaque contre la citadelle des Amérindiens pequots, le Fort Mystic, qui s'acheva par un massacre et mit un terme à l'hégémonie des Pequots sur le sud-est du Connecticut.

## Soldat dans les Flandres
On ne sait pratiquement rien de ses années d'enfance en Angleterre. Écrivain passable, il reçut sans doute l'essentiel de son instruction dans une école militaire aux Pays-Bas. Enrôlé dans l'armée anglaise en 1624, il fit partie du corps expéditionnaire des Provinces-Unies et fut exposé au feu dans la campagne de Breda.
Dès 1629, il était lieutenant lors de la campagne du Brabant et prit part au Siège de Bois-le-Duc (1629). Il servit sous les ordres de Thomas Fairfax et du général Horace Vere dans l'armée du stathouder Frédéric-Henri.

## Arrivée en Amérique

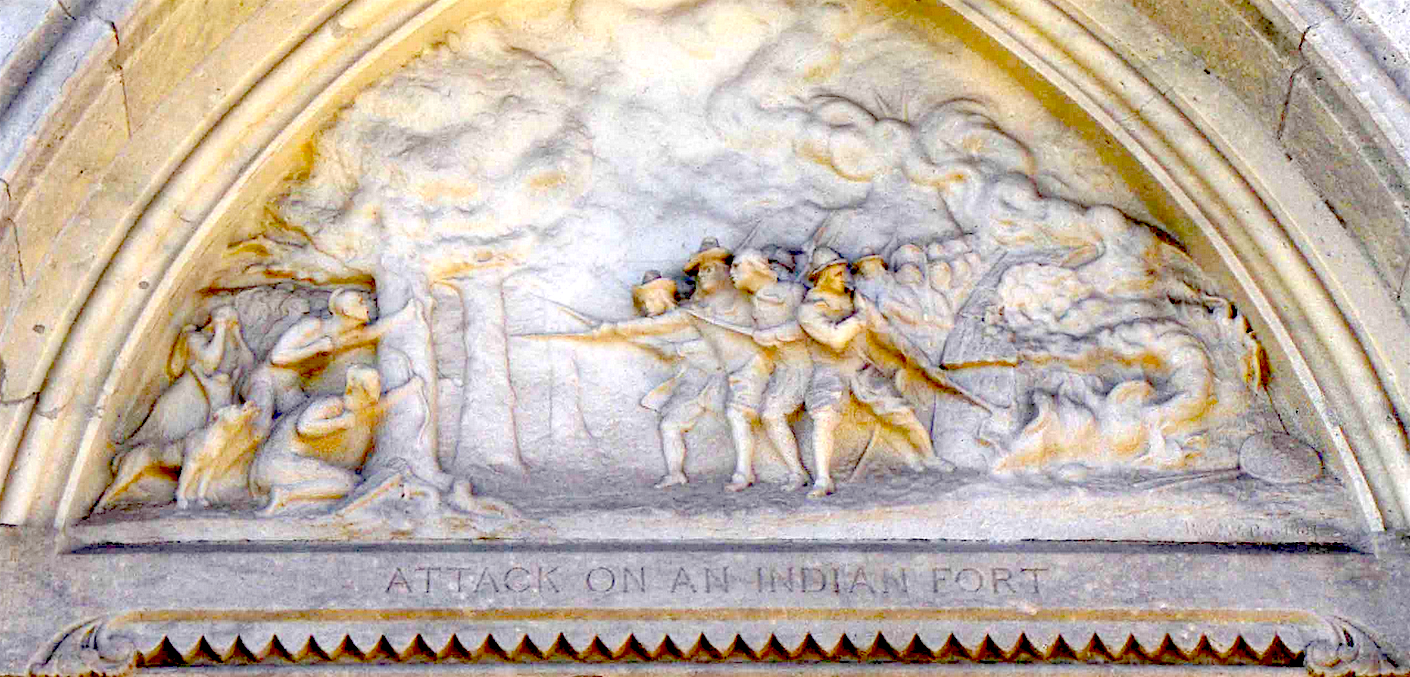
Attaque d'un campement amérindien.

En 1632, il accompagna l'exode des Puritains : parti de Plymouth pour rejoindre la colonie de la baie du Massachusetts, il s'établit d'abord à Dorchester où il fut d'emblée choisi comme capitaine de la milice locale. En 1633, à la tête de la première flotte américaine, il prit en chasse le pirate Dixie Bull, et expulsa ses navires des côtes de Nouvelle-Angleterre. Avec Roger Ludlow, il dressa les plans et suivit la construction des premières fortifications de Castle Island (qui allaient devenir Fort Independence) au large de Boston Harbor. En 1634, il fut élu juge-député de Dorchester auprès de la Cour générale du Massachusetts, qui lui accorda la permission de s'établir dans la fertile vallée du Connecticut : c'est ainsi que l'année suivante, il s'installa à Windsor, à la confluence du Farmington et du Connecticut ; il y demeura douze années, faisant fonction de juge civil et de gouverneur militaire de la colonie du Connecticut encore embryonnaire. En 1640, il épousa la fille d'une famille puritaine en vue, Anne Peck, qui lui donna huit enfants.

## La guerre contre les Pequots (1636–1638)

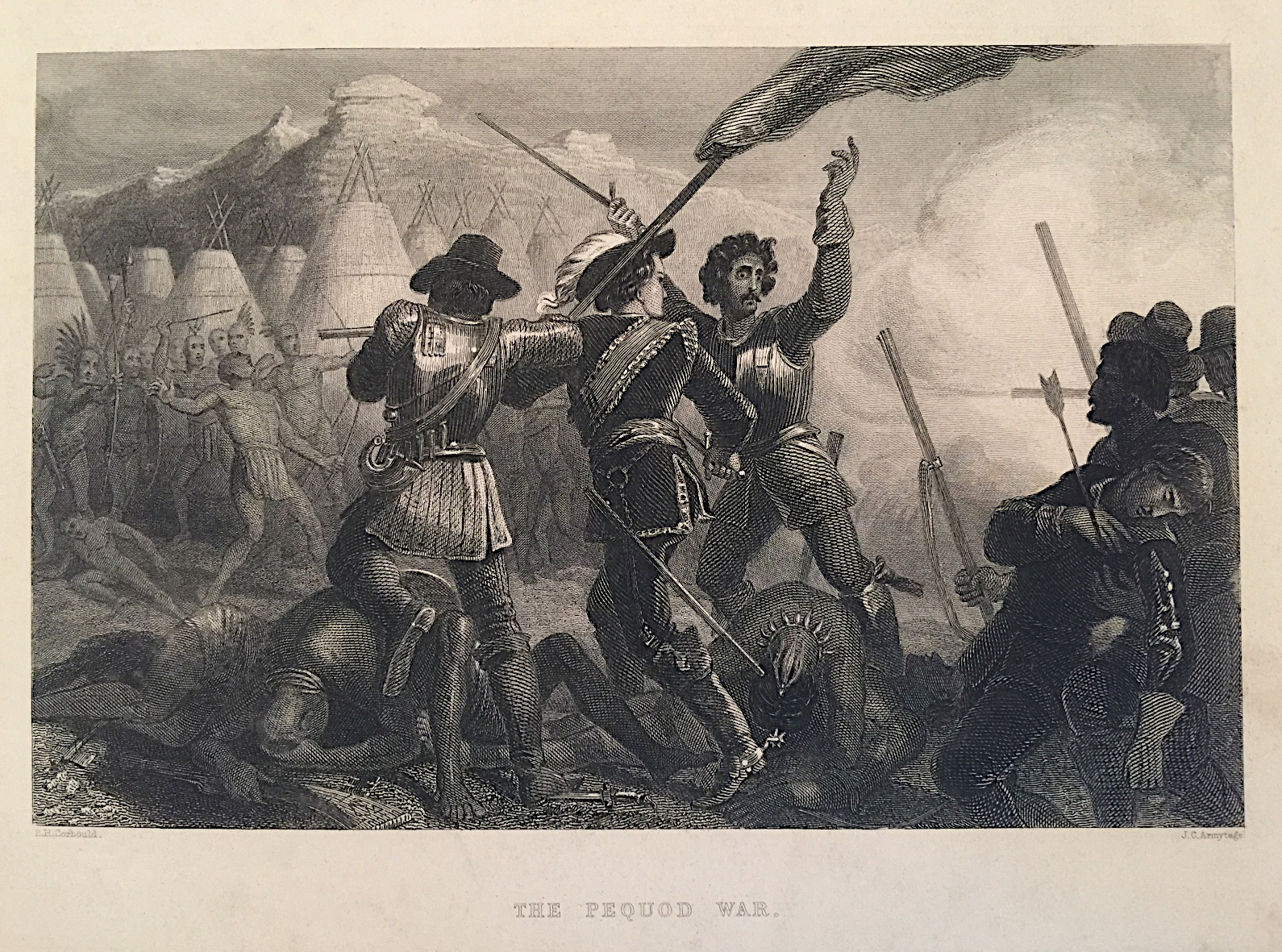
La guerre coloniale.

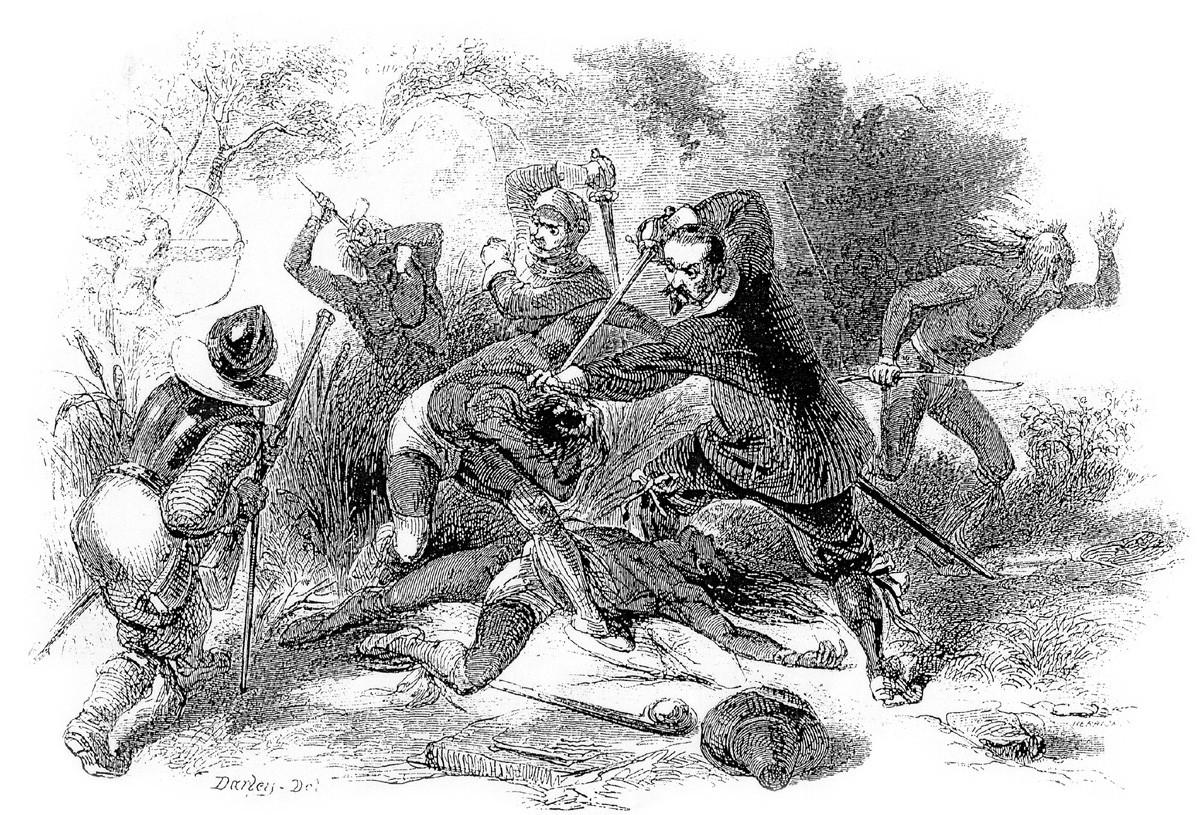
Les combats dans les marais de Fairfield.

Le principal exploit de Mason est sa campagne contre les Amérindiens en 1637, premier conflit ouvert de Nouvelle-Angleterre, qui mit un terme aux menaces pesant contre les colons. La tribu des Pequots avait subjugué toutes les autres, et ses effectifs dépassaient de beaucoup ceux des colonies anglaises. C'est la colonie de la baie du Massachusetts qui prit l'initiative des hostilités, la colonie du Connecticut se trouvant involontairement entraînée dans le conflit. Disposant d'armes à feu, les Anglais jouissaient de l'appui des nombreuses tribus amérindiennes de Nouvelle-Angleterre qui payaient tribut aux Pequots, notamment les Mohegans et le sachem converti Wequash Cooke.
La guerre des Pequots éclata le 26 mai 1637 : aux premières heures de l'aube, des soldats anglais commandés par le capitaine Mason et le lieutenant Robert Seeley attaquèrent avec leurs alliés amérindiens l'un des deux forts des Pequot sur la Mystic River. Les quelque 20 soldats qui forcèrent le portail en rondins furent promptement encerclés et ne durent leur salut qu'au vacarme et à la fumée de leurs arquebuses. L'anecdote attribue au sergent William Hayden de Windsor d'avoir sauvé la vie de Mason en tranchant la corde de l'arc d'un Amérindien qui allait tirer sur lui. Une fois les officiers anglais regroupés, le reste de l'assaut confirma l'encerclement des Pequots, qui furent massacrés : seuls 500 Amérindiens survécurent.
En se repliant vers les navires, les soldats, épuisés, durent encore essuyer les assauts de guérilla des habitants de Weinshauks, mais là aussi les Pequots perdirent beaucoup d'hommes. Cette double défaite brisa l'unité de la tribu qui, privée de ressources, se retira à l'ouest de la vallée de l'Hudson. Ils furent chassés tout le long de la côte sud, à Sachem's Head et dans les marais de Fairfield. Le chef Sassacus et ses guerriers parvinrent à atteindre New York, mais il y fut tué par les Mohawks qui coupèrent ses mains et sa tête en signe de trophée, qu'ils remirent au gouverneur de la colonie de la baie du Massachusetts. Mason a donné sa propre version de ces combats.

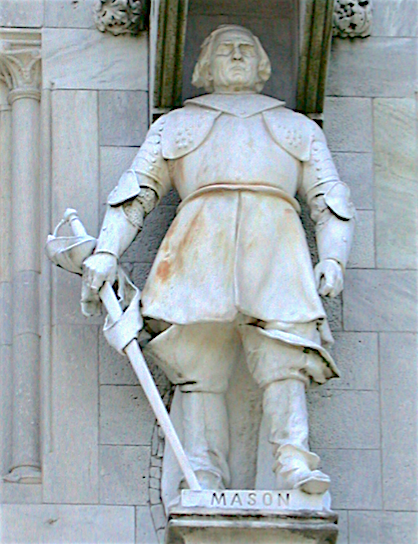
Satue de Mason au Capitole.

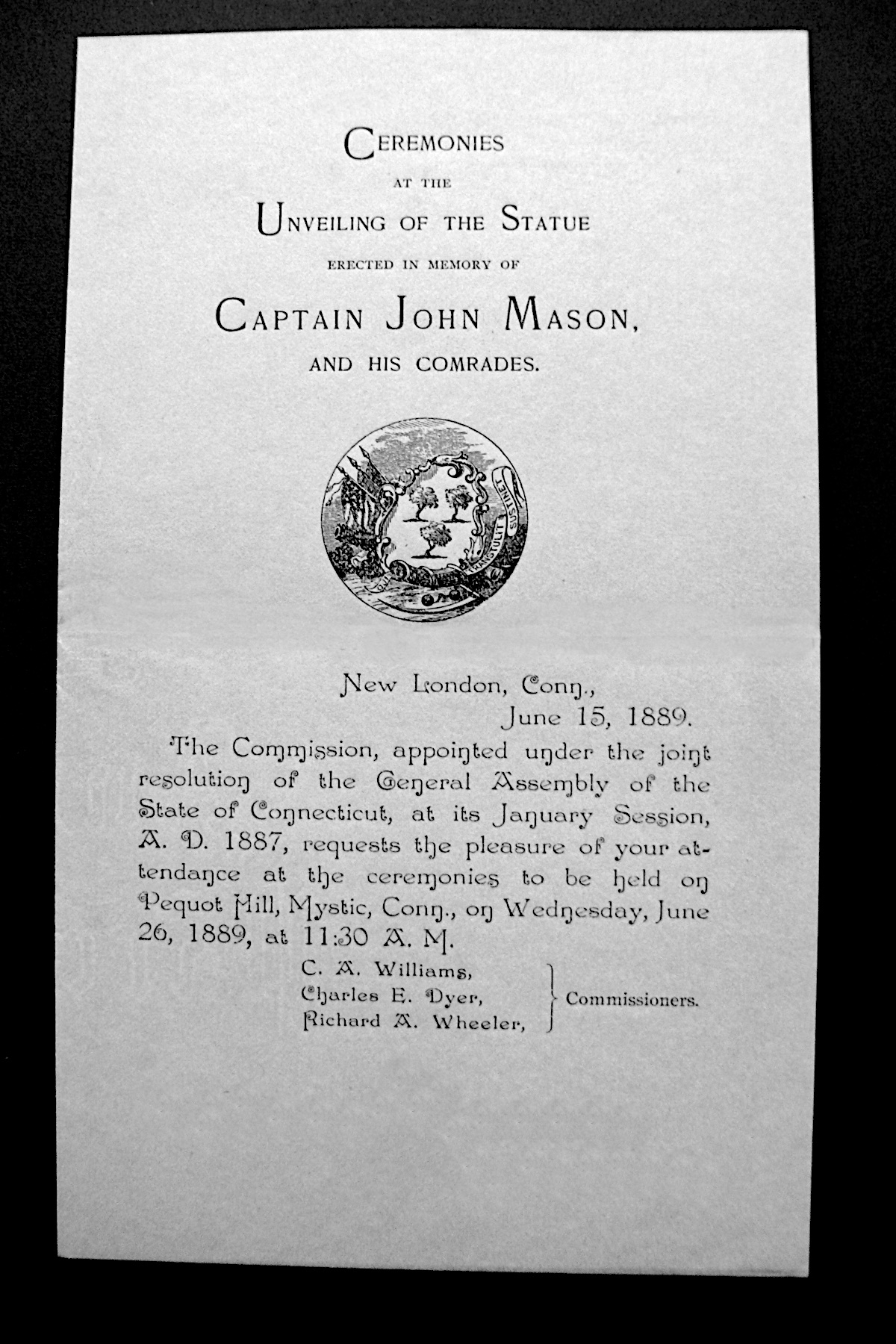
Invitation pour l’inauguration de la statue (1889).

Cette campagne décisive et brutale dessina pour deux siècles les rapports entre colons et Amérindiens ; quant à Mason, en reconnaissance de sa victoire, il fut promu au grade de commandant et récompensé d'une multitude de concessions foncières : l'île Mason, à l'embouchure de la Mystic River, est demeurée pendant 250 ans un bien familial.

## Après les guerres indiennes
En 1640, un nouvel événement vint redessiner les frontières de la vallée du Connecticut. Depuis sa fondation, Springfield (Massachusetts) (qui portait encore son nom amérindien d'Agawam) était administrée, comme les villages Wethersfield, de Hartford (Newtown) et de Windsor (Matianuck), par la colonie du Connecticut ; mais au printemps de 1640, le fourrage vint à manquer et le bétail dépérissait. Alors les colons de Windsor et d'Hartford chargèrent William Pynchon, le fondateur de Springfield, de leur trouver des céréales, quitte à payer les Amérindiens au-delà des tarifs habituels ; mais les Amérindiens marchandaient leur fourrage et Pynchon, craignant de révéler la faiblesse des colonies anglaises, tourna les talons.
Les citoyens de Hartford, furieux que Pynchon ne ramène aucun approvisionnement, chargèrent John Mason d'aller à Springfield au nom des trois villages, « l'argent dans une main et l'épée dans l'autre. » C'est ainsi que, parvenu à Springfield, Mason menaça les Amérindiens qui cédèrent, mais développèrent désormais une haine tenace envers les colons anglais. Simultanément, la colonie de la baie du Massachusetts profita du succès de cette intervention pour étendre sa juridiction jusqu'au bord du Connecticut, où les terres étaient fertiles.
En 1645, Thomas Fairfax, commandant en chef de l'Armée républicaine, demanda au commandant Mason de se porter sous sa bannière moyennant le grade de général, mais le gouverneur américain refusa l'offre. En 1647, Mason prit le commandement de Fort Saybrook, qui contrôlait les voies d'approvisionnement vers la haute vallée du Connecticut. Le fort fut en proie à un mystérieux incendie, mais Mason le fit rapidement reconstruire et y passa les douze années suivantes comme  gouverneur militaire, magistrat et juge de paix au nom de la Confédération de Nouvelle-Angleterre. Avec l'aide du chef Uncas, il réalisa le rachat de nombreuses terres amérindiennes et intervenait fréquemment dans les différends entre tribus. Ses talents de négociateur poussèrent la colonie de New Haven à l'engager pour faciliter la colonisation de la vallée du Delaware, mais Mason préféra demeurer dans le Connecticut.

## La fondation de Norwich

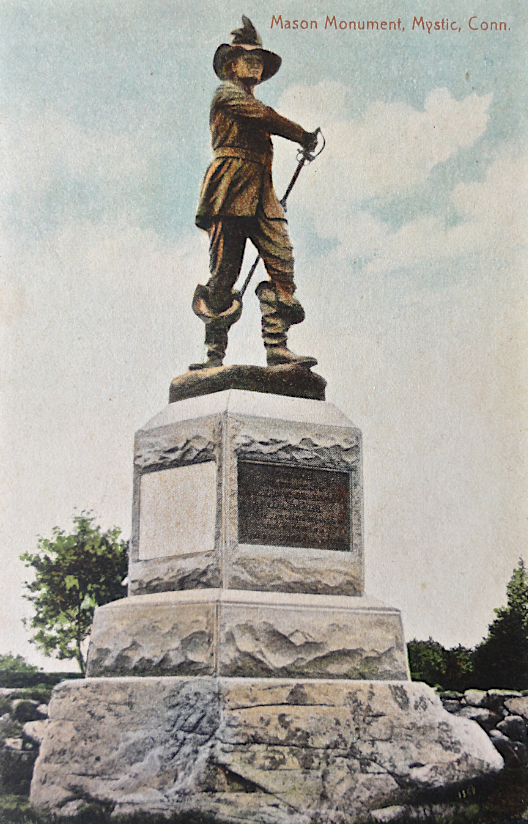
Statue de Mason à Mystic (Connecticut).

En 1659, le commandant Mason s'installa avec son gendre James Fitch et la plupart des colons de Saybrook, à la confluence du Connecticut et de la rivière Thames, où il fonda Norwich. Il acheta « 9 milles carrés de terre » au sachem des Mohegans, Uncas, qui reconnut Mason comme protecteur et intendant des terres de sa tribu. Pendant 70 ans, les contestations sur les droits de propriété des Amérindiens furent remises en cause : le Mohegan Land Case fit l'objet d'une multitude de procès devant les cours du Connecticut, du Massachusetts, et fut même jugé en appel à Londres devant les Lord de l'Amirauté. Plusieurs descendants de Mason se ruinèrent en défendant les droits des tribus, et moururent misérables à Londres.
Au cours de ces 12 années à Norwich, John Mason participa à la rédaction de la charte du Connecticut et exerça neuf ans (de 1660 à 1669) comme gouverneur de l’État, d'abord comme collègue et intérimaire du gouverneur John Winthrop (parti en Angleterre faire approuver la charte par le roi Charles II).

## Dernières années
Pendant l'été 1670, Mason exerça une médiation entre Roger Williams et les magistrats du Connecticut sur les frontières de la colonie de Rhode Island.
En 1669, il se retira des affaires, plaidant la vieillesse et les infirmités, mais ses dernières années furent marquées par les progrès du cancer (que les colons appelaient alors strangury). Il mourut le 30 janvier 1672 à l'âge de 72 ans. Il fut inhumé de façon anonyme dans le Post-Gager cemetery, au milieu des autres colons de Norwichtown.

## Descendants

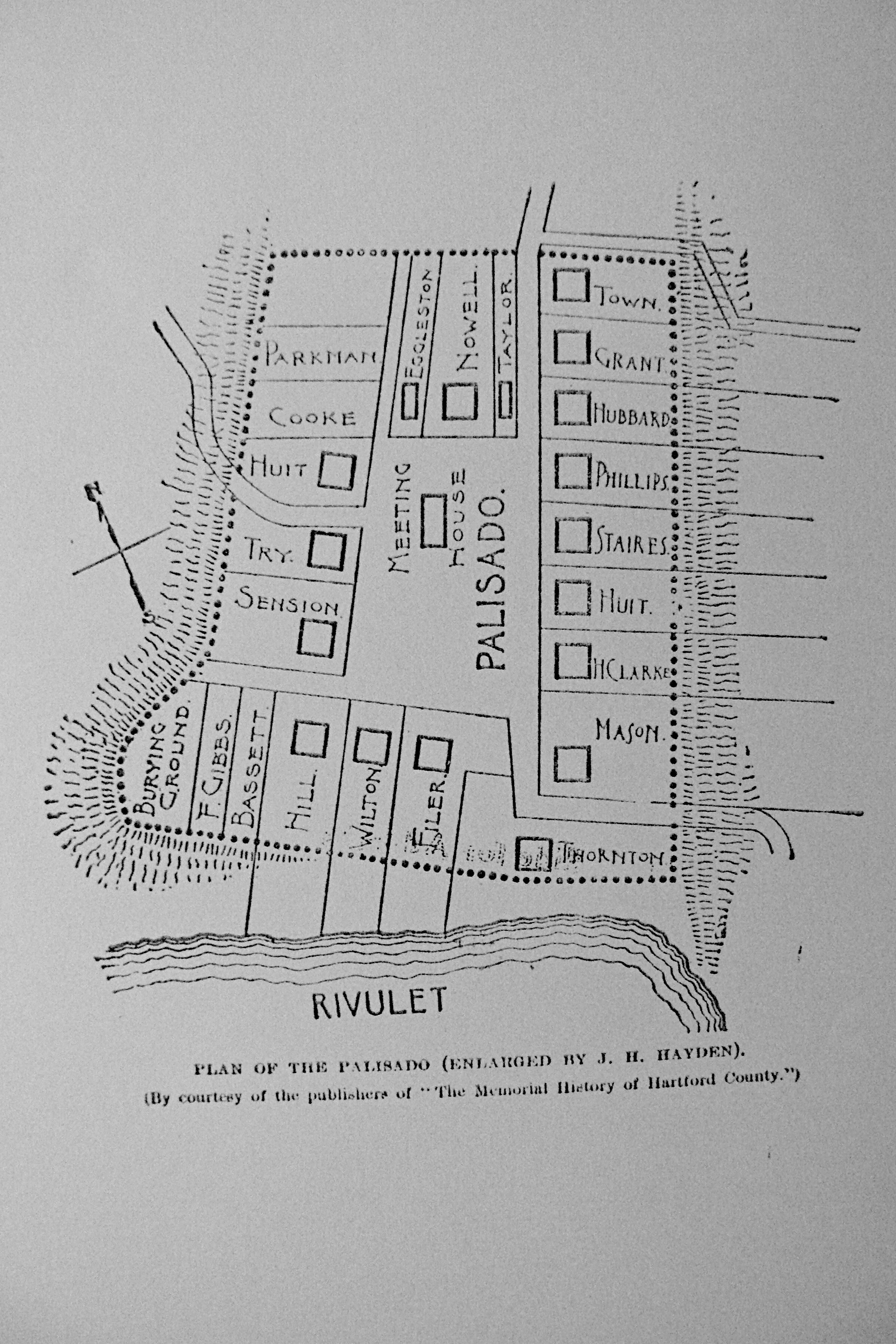
Windsor Palisado Plan

Différentes personnalités se prévalent d'avoir John Mason pour ancêtre :
- Robert Charles Winthrop (1809-1894), juriste, philanthrope, et porte-parole de la Chambre des représentants des États-Unis ;
- le cowboy  Wild Bill Hickok (1837 – 1876), de son vrai nom James Butler Hickok ;
- Harry Augustus Garfield, (1863 – 1942) juriste américain et huitième président de Williams College in Williamstown (Massachusetts) ;
- James Rudolph Garfield, (1865 – 1950) fils du président James Abram Garfield et de Lucretia Garfield ;
- Robert Noyce (1927-1990), dit « le maire de Silicon Valley », pionnier de l'électronique industrielle ;
- Diane Brewster (1931-1991), actrice américaine ;
- John Forbes Kerry (né en 1943), 68e Secrétaire d'État des États-Unis et ex-doyen des sénateurs du Massachusetts (président du sénat de la Commission aux Affaires Étrangères) ;
- Brice Lalonde (né en 1946), ancien dirigeant du parti Les Verts, candidat malheureux aux élections présidentielles de 1981, Ministre de l’Environnement (1988) et fondateur du parti écologiste dissident Génération écologie (1990) ;
- etc.

## Pour en savoir plus
- James H. Allyn, "Major John Mason's GREAT ISLAND" pub. by Roy N. Bohlander. (1976) Lib. of Cong. Cat. No. 76-49716
- Howard Bradstreet, The Story of the War with the Pequots Re-Told (1933)
- Frances Manwaring Caulkins, History of Norwich, Conn. 1866
- Cave, Alfred A. The Pequot War (University of Massachusetts Press, 1996)
- GeorgeEllis, John Mason in Sparks Library of American Biography (2nd series, III, 1844).
- Williams Haynes, "Connecticut's own Major" - A Profile of John Mason (1600-1672) The Pequot Press Inc. Essex, Connecticut (1955)
- Marcus Mason Maronn, The John Mason Statue Report by the Mason Family Memorial Association (Mystic, CT 1996)
- John Mason, A Brief History of the Pequot War (1736) (reprinted by J. Sabin & sons, 1869) & reprinted by Helman-Taylor Co. 1897 from the collections of the Mass. Historical Society.
- Mason, John. A Brief History of the Pequot War (1736) (annotated online electronic text edition [pdf])
- Louis. B. Mason, The life and times of Major John Mason of Connecticut, 1600-1672 (Putnam, NY. 1935).
- Michael L. Oberg, Uncas First of the Mohegans Cornell University Press 2003 Ithaca, NY.  (ISBN 0-8014-3877-2)
- Public Records of Colony of Connecticut, (Vols. I and II) Connecticut State Library, Hartford, CT.
- Henry R. Stiles, M.D. History of Ancient Windsor 1859, Cornell University Library